# Friedhelm Wentzke
Friedhelm Wentzke, né le 13 septembre 1935 à Castrop-Rauxel, est un kayakiste allemand.
Champion olympique en relais K-1 4x500 mètres en 1960, il est aussi médaillé d'argent en K-4 1 000 mètres aux Jeux olympiques d'été de 1964.